# 莫达阿都拉
丹斯里莫达阿都拉（1944年5月7日—2003年7月7日），马来西亚律师。他曾于1994年至2000年担任马来西亚总检察长。

## 生平
莫达就读于新加坡国立大学。他于1971年进入司法和法律界。1990年至1994年期间，担任高等法院法官，之后被任命为总检察长。2000年卸任后，他于2002年1月被任命为联邦法院法官。
上任不到三个月后，莫达就中风了。在接受脑部血栓清除手术后，他陷入昏迷近一年，之后于2003年7月7日上午10时40分在吉隆坡医院去世，享年59岁。时任首相马哈迪·莫哈末和首相夫人茜蒂哈斯玛也向莫达致以最后的敬意。首相署部长莱士雅丁表示其去世是国家的损失。民主行动党领袖卡巴星称莫达是他的一位好朋友。他的遗体在礼拜结束后被安葬在武吉加拉穆斯林公墓。